# Llista de monuments de Mediona
Llista de monuments de Mediona inclosos en l'Inventari del Patrimoni Arquitectònic de Catalunya dins del terme municipal de Mediona (Alt Penedès). Inclou els inscrits en el Registre de Béns Culturals d'Interès Nacional (BCIN) catalogats com a monuments històrics i els béns culturals d'interès local (BCIL) de caràcter arquitectònic.
| Monument                                     | Protecció    | Estil/època              | Localització                                         | Coordenades                                          | Codi?         | Imatge |
| -------------------------------------------- | ------------ | ------------------------ | ---------------------------------------------------- | ---------------------------------------------------- | ------------- | --- |
| Castell de Mediona                           | BCIN 1040-MH | Romànic Medieval         | Mediona Camí de la Creueta                           | 41° 28′ 34″ N, 1° 38′ 30″ E / 41.476237°N,1.641555°E | RI-51-0005539 | Castell de Mediona · Vegeu més fotos d'aquest monument · Carregueu una nova foto d'aquest monument                           |
| Creu de terme de Puigmoltó                   | BCIN 4099-MH | Barroc XVIII Mitjan      | Mediona Dins la masia de Puigmoltó                   | 41° 28′ 15″ N, 1° 36′ 07″ E / 41.470763°N,1.601918°E | IPA-30623     | Vegeu més fotos d'aquest monument · Carregueu una nova foto d'aquest monument                                                |
| Santa Margarida d'Agulladolç                 |              | Romànic XI-XII           | Mediona Masia de Can Agulladolç                      | 41° 29′ 03″ N, 1° 40′ 49″ E / 41.484213°N,1.680377°E | IPA-2698      | Santa Margarida d'Agulladolç (Mediona) · Vegeu més fotos d'aquest monument · Carregueu una nova foto d'aquest monument       |
| Cal Maristany                                |              | Obra popular             | Mediona                                              | 41° 29′ 34″ N, 1° 39′ 17″ E / 41.492902°N,1.654672°E | IPA-2699      | Cal Maristany (Mediona) · Vegeu més fotos d'aquest monument · Carregueu una nova foto d'aquest monument                      |
| Església parroquial de Sant Joan de Mediona  |              | Historicisme             | Mediona C. Església i c. Cal Marquès                 | 41° 28′ 34″ N, 1° 36′ 33″ E / 41.476049°N,1.609228°E | IPA-2700      | Església parroquial de Sant Joan de Mediona · Vegeu més fotos d'aquest monument · Carregueu una nova foto d'aquest monument  |
| Sant Elies de Mediona                        |              | Romànic, gòtic XII-XIV   | Mediona                                              | 41° 29′ 32″ N, 1° 40′ 04″ E / 41.492148°N,1.667674°E | IPA-2701      | Sant Elies (Mediona) · Vegeu més fotos d'aquest monument · Carregueu una nova foto d'aquest monument                         |
| Ermita de Sant Salvador de les Pereres       |              | Obra popular             | Mediona Ctra. BP-2126, km 7,5, a 1.000 m             | 41° 26′ 54″ N, 1° 37′ 45″ E / 41.448361°N,1.629129°E | IPA-2702      | Ermita de Sant Salvador de Pereres (Mediona) · Vegeu més fotos d'aquest monument · Carregueu una nova foto d'aquest monument |
| Orpinell                                     |              | Romànic Medieval         | Mediona Ctra. BV-2136, km 2,5, a 2.500 m             | 41° 30′ 26″ N, 1° 36′ 39″ E / 41.507172°N,1.610917°E | IPA-2703      | Carregueu una nova foto d'aquest monument                                                                                    |
| Capella de Sant Pere Sacarrera               |              | Romànic XI               | Mediona Ctra. BV-2136, km 0,25                       | 41° 29′ 17″ N, 1° 39′ 12″ E / 41.488065°N,1.653341°E | IPA-2704      | Capella de Sant Pere Sacarrera (Mediona) · Vegeu més fotos d'aquest monument · Carregueu una nova foto d'aquest monument     |
| Capella de Santa Anna                        |              | Gòtic                    | Mediona Ctra. C-244, km 18, a 1.000 m                | 41° 28′ 19″ N, 1° 39′ 01″ E / 41.472006°N,1.650350°E | IPA-2705      | Capella de Santa Anna (Mediona) · Vegeu més fotos d'aquest monument · Carregueu una nova foto d'aquest monument              |
| Ca l'Agulló                                  |              | Eclecticisme XIX         | Mediona Av. A. Clavé, 50                             | 41° 28′ 39″ N, 1° 36′ 44″ E / 41.477459°N,1.612219°E | IPA-2707      | Ca l'Agulló (Mediona) · Vegeu més fotos d'aquest monument · Carregueu una nova foto d'aquest monument                        |
| El Casal                                     |              | Modernisme               | Mediona Av. Florenci Gustems                         | 41° 28′ 39″ N, 1° 36′ 45″ E / 41.477546°N,1.612505°E | IPA-2709      | El Casal (Mediona) · Vegeu més fotos d'aquest monument · Carregueu una nova foto d'aquest monument                           |
| Ermita de les cases d'Urpinell               |              | Renaixement, barroc XVII | Mediona                                              | 41° 30′ 26″ N, 1° 36′ 40″ E / 41.507263°N,1.611053°E | IPA-2712      | Carregueu una nova foto d'aquest monument                                                                                    |
| Cal Suriol Ric                               |              | Noucentisme XIX-XX       | Mediona C. Sant Josep, 10, Sant Joan de Mediona      | 41° 28′ 35″ N, 1° 36′ 42″ E / 41.476468°N,1.611653°E | IPA-12082     | Cal Suriol Ric (Mediona) · Modifica el valor a Wikidata · Carregueu una nova foto d'aquest monument                          |
| Cal Vic                                      |              | Noucentisme XIX-XX       | Mediona C. Pins, 20, Sant Joan de Mediona            | 41° 28′ 36″ N, 1° 36′ 39″ E / 41.476627°N,1.610818°E | IPA-12083     | Cal Vic (Mediona) · Vegeu més fotos d'aquest monument · Carregueu una nova foto d'aquest monument                            |
| Cal Masip                                    |              | Noucentisme XIX-XX       | Mediona C. Florenci Gustems, 6, Sant Joan de Mediona | 41° 28′ 37″ N, 1° 36′ 44″ E / 41.476911°N,1.612126°E | IPA-12084     | Carregueu una nova foto d'aquest monument                                                                                    |
| Cal Barriga                                  |              | Noucentisme XIX-XX       | Mediona C. Florenci Gustems, Sant Joan de Mediona    | 41° 28′ 41″ N, 1° 36′ 44″ E / 41.478017°N,1.612345°E | IPA-12085     | Carregueu una nova foto d'aquest monument                                                                                    |
| Cal Pere Casanella                           |              | Noucentisme XIX-XX       | Mediona C. Pins, 10, Sant Joan de Mediona            | 41° 28′ 37″ N, 1° 36′ 38″ E / 41.476993°N,1.610687°E | IPA-12086     | Cal Pere Casanella (Mediona) · Vegeu més fotos d'aquest monument · Carregueu una nova foto d'aquest monument                 |
| El Cinema                                    |              | Obra popular XIX-XX      | Mediona C. Escoles, Sant Joan de Mediona             |                                                      | IPA-12087     | Carregueu una nova foto d'aquest monument                                                                                    |
| Sindicat Agrícola de Mediona, Cambra Agrària | BCIL 2023    | Noucentisme XX           | Mediona C. Florenci Gustems, Sant Joan de Mediona    | 41° 28′ 43″ N, 1° 36′ 43″ E / 41.478509°N,1.612041°E | IPA-12088     | Sindicat Agrícola (Mediona) · Vegeu més fotos d'aquest monument · Carregueu una nova foto d'aquest monument                  |
| Bar Mata, Cal Sigró                          |              | Noucentisme XIX-XX       | Mediona Pl. Comte del Montseny, Sant Joan de Mediona | 41° 28′ 41″ N, 1° 36′ 38″ E / 41.478152°N,1.610465°E | IPA-12089     | Carregueu una nova foto d'aquest monument                                                                                    |
| Ca l'Onclet                                  |              | Noucentisme XIX-XX       | Mediona C. Florencia Gustems, Sant Joan de Mediona   | 41° 28′ 42″ N, 1° 36′ 44″ E / 41.478402°N,1.612175°E | IPA-12090     | Carregueu una nova foto d'aquest monument                                                                                    |
| Cal Palà                                     |              | Noucentisme XIX-XX       | Mediona C. Major, 3, Sant Joan de Mediona            | 41° 28′ 39″ N, 1° 36′ 39″ E / 41.477448°N,1.610737°E | IPA-12091     | Carregueu una nova foto d'aquest monument                                                                                    |
| Portal de Cal Fuster i de Cal Quel           |              | Obra popular XVIII       | Mediona Pl. Comte Montseny, Sant Joan de Mediona     | 41° 28′ 41″ N, 1° 36′ 37″ E / 41.478169°N,1.610210°E | IPA-12092     | Carregueu una nova foto d'aquest monument                                                                                    |
| Portal de Cal Farriol                        |              | Obra popular             | Mediona C. Anselm Clavé, 4, Sant Joan de Mediona     | 41° 28′ 40″ N, 1° 36′ 38″ E / 41.477881°N,1.610614°E | IPA-12093     | Carregueu una nova foto d'aquest monument                                                                                    |
| Portal de Cal Pau Marquès                    |              | Obra popular XIX         | Mediona C. Major, 7, Sant Joan de Mediona            | 41° 28′ 39″ N, 1° 36′ 39″ E / 41.47755°N,1.61070°E   | IPA-12094     | Portal de Cal Pau Marquès (Mediona) · Vegeu més fotos d'aquest monument · Carregueu una nova foto d'aquest monument          |
| Portal de Cal Queralt                        |              | Obra popular             | Mediona C. Cal Marquès, Sant Joan de Mediona         | 41° 28′ 34″ N, 1° 36′ 32″ E / 41.476245°N,1.608817°E | IPA-12095     | Carregueu una nova foto d'aquest monument                                                                                    |
| Portal de Cal Marquès                        |              | Obra popular XVIII       | Mediona C. Cal Marquès, Sant Joan de Mediona         | 41° 28′ 34″ N, 1° 36′ 32″ E / 41.476236°N,1.608826°E | IPA-12096     | Portal de Cal Marquès (Mediona) · Vegeu més fotos d'aquest monument · Carregueu una nova foto d'aquest monument              |
| Portal de Cal Feliu                          |              | Obra popular             | Mediona C. Església, Sant Joan de Mediona            | 41° 28′ 34″ N, 1° 36′ 33″ E / 41.476161°N,1.609181°E | IPA-12097     | Portal de Cal Feliu (Mediona) · Vegeu més fotos d'aquest monument · Carregueu una nova foto d'aquest monument                |
| Portal de Cal Magins                         |              | Obra popular XIX         | Mediona C. Pins, 14, Sant Joan de Mediona            | 41° 28′ 37″ N, 1° 36′ 39″ E / 41.476903°N,1.610731°E | IPA-12098     | Carregueu una nova foto d'aquest monument                                                                                    |
| Les Torres del Pepe                          |              | Modernisme               | Mediona Sant Joan de Mediona                         | 41° 28′ 41″ N, 1° 36′ 45″ E / 41.478090°N,1.612634°E | IPA-12099     | Les Torres del Pepe (Mediona) · Vegeu més fotos d'aquest monument · Carregueu una nova foto d'aquest monument                |
| La Torre del Maure, la Torre de l'Àngel      |              | Noucentisme              | Mediona Sant Joan de Mediona                         | 41° 28′ 46″ N, 1° 36′ 38″ E / 41.479357°N,1.610475°E | IPA-12100     | Carregueu una nova foto d'aquest monument                                                                                    |
| La Torre del Senyor Enric, Ca la Tieta Maria |              | Noucentisme              | Mediona Sant Joan de Mediona                         | 41° 28′ 43″ N, 1° 36′ 46″ E / 41.478592°N,1.612791°E | IPA-12101     | Carregueu una nova foto d'aquest monument                                                                                    |
| La Torre de Cal Queralt                      |              |                          | Mediona Sant Joan de Mediona                         | 41° 28′ 34″ N, 1° 36′ 32″ E / 41.476047°N,1.609013°E | IPA-12102     | Carregueu una nova foto d'aquest monument                                                                                    |
| Molí fariner de Sant Joan                    |              | Obra popular             | Mediona                                              | 41° 28′ 28″ N, 1° 36′ 58″ E / 41.474443°N,1.616242°E | IPA-40595     | Molí fariner de Sant Joan (Mediona) · Vegeu més fotos d'aquest monument · Carregueu una nova foto d'aquest monument          |
| Pou de gel del Castell de Mediona            |              | Obra popular             | Mediona Al peu del castell                           | 41° 28′ 32″ N, 1° 38′ 23″ E / 41.47559°N,1.6398°E    | IPA-49398     | Carregueu una nova foto d'aquest monument                                                                                    |
| Forn de calç al Bosc de la Socarrada         |              | Obra popular             | Mediona Bosc de la Socarrada                         |                                                      | IPA-52183     | Carregueu una nova foto d'aquest monument                                                                                    |
| Cementiri de Sant Joan de Mediona            | BCIL 2023    | XIX-XX                   | Mediona Camps de Puigmoltó, Sant Joan de Mediona     | 41° 28′ 28″ N, 1° 36′ 25″ E / 41.47433°N,1.60700°E   | IPA-53804     | Carregueu una nova foto d'aquest monument                                                                                    |